# Jarell Quansah
Jarell Amorin Quansah (* 29. ledna 2003) je anglický profesionální fotbalista, který hraje na pozici středního obránce za anglický klub Liverpool FC.

## Klubová Kariéra

### Liverpool
Jarell Quansah nastoupil do akademie Liverpoolu ve věku pěti let, když přestoupil z klubů Woolston Rovers a Winwick Athletic v rodném Warringtonu. První profesionální smlouvu podepsal 4. února 2021. V sezóně 2020/21 byl kapitánem týmu U18, který se dostal do finále FA Youth Cupu.
V následující sezóně vedl tým v Juniorské lize UEFA a pomohl rezervám vyhrát Lancashire Senior Cup. Poprvé se objevil na lavičce seniorského týmu během sezóny, v níž Liverpool získal FA Cup a EFL Cup a málem dosáhl historického quadruplu.
V lednu 2023 odešel na hostování do Bristol Rovers, kde debutoval 28. ledna. Svými výkony zaujal i trenéra Joeyho Bartona. V březnu téhož roku obdržel svou první červenou kartu.
Za Liverpool debutoval 27. srpna 2023 proti Newcastlu a svůj první gól vstřelil 14. prosince v Evropské lize proti Union Saint-Gilloise. V únoru 2024 získal s Liverpoolem svůj první seniorský titul – EFL Cup – po výhře nad Chelsea. První ligový gól vstřelil 13. května proti Aston Ville a druhý o šest dní později proti Wolves – v posledním zápase Jürgena Kloppa. Dne 7. října 2024 podepsal novou dlouhodobou smlouvu.
Dne 27. dubna 2025 oslavil s Liverpoolem zisk titulu v Premier League po výhře 5:1 nad Tottenhamem.

## Reprezentační kariéra
Jarell Quansah může reprezentovat Anglii, Skotsko, Ghanu i Barbados, a to díky svým prarodičům. Od mládežnické úrovně však pravidelně nastupuje za Anglii – od kategorie U16 až po U21.
V roce 2022 byl součástí týmu Anglie U19 na mistrovství Evropy. Odehrál všechny zápasy jako stoper, vstřelil vítězný gól v semifinále proti Itálii a ve finále nahrál na vyrovnávací gól. Anglie porazila Izrael 3:1 po prodloužení a získala titul. Quansah byl zařazen do All-Star týmu turnaje.
V březnu 2023 debutoval za Anglii U20 proti Německu a v květnu jel na MS do 20 let. V říjnu 2023 debutoval za U21 při výhře 9:1 nad Srbskem.
V květnu 2024 byl zařazen do širší nominace Anglie pro EURO 2024, ale do finálního výběru se nevešel. V březnu 2025 ho nově jmenovaný trenér Thomas Tuchel povolal do seniorské reprezentace pro kvalifikaci na MS proti Albánii a Lotyšsku.

## Úspěchy

### Liverpool
Premier League: 2024/25
EFL Cup: 2023/24

### Anglie U19
Mistrovství Evropy UEFA do 19 let: 2022

### Individuální ocenění
Tým turnaje Mistrovství Evropy UEFA do 19 let: 2022